# Escuela de Suboficiales de Carabineros de Chile
La Escuela de Suboficiales de Carabineros de Chile es la institución encargada de especializar y perfeccionar al Personal de Nombramiento Institucional (P.N.I.) de Carabineros de Chile y poder optar al grado de Suboficial Mayor de Carabineros. 
La Escuela de Suboficiales, sobre la base de fundamentos doctrinarios y valóricos institucionales, debe constituir un plantel de excelencia en lo relativo a la formación, capacitación, especialización y perfeccionamiento del personal de nombramiento institucional desarrollando una curricula flexible y actualizada que responda adecuadamente a las demandas de los avances científicos, tecnológicos, institucionales y de la sociedad, tanto en el orden profesional como en el contexto ético-social.

## Misión
La Escuela de Suboficiales de Carabineros de Chile “Suboficial Mayor Fabriciano González Urzúa”, es un plantel de educación superior que otorga el título de técnico de nivel superior y dirige su accionar hacia la formación en servicio del Personal de Nombramiento Institucional, mediante procesos educacionales de calidad, acorde a los principios y valores que inspiran a la Institución, los cuales constituyen el modelo de conducta que Carabineros de Chile espera de todos sus integrantes. 

## Visión
Ser una Institución de Educación superior referente y de excelencia en la formación de servicio del Personal de Nombramiento Institucional de Carabineros de Chile, siendo reconocida por sus tradiciones y rectitud, visualizado por la Institución y ciudadanía como aquella que forma profesionales que brindan, confianza, seguridad, apoyo y orientación tanto a nivel institucional como a la ciudadanía, inspirados por el compromiso con la Doctrina Institucional y el discernimiento ético. 

## Historia
La Escuela de Suboficiales de Carabineros "S.O.M. Fabriciano González Urzúa”, se encuentra ubicada en el sector de la comuna de Macul. Su historia se remonta al año 1908, cuando el supremo gobierno de aquel entonces, siendo Presidente de la República Don Pedro Montt, adquirió los terrenos en que se encuentra ubicada y que pertenecían a la Viña ”El Mirador Negro”, para que se instalase en ellos el Regimiento N.º 4 de Carabineros, aprovechándose algunas casas que allí existían. 

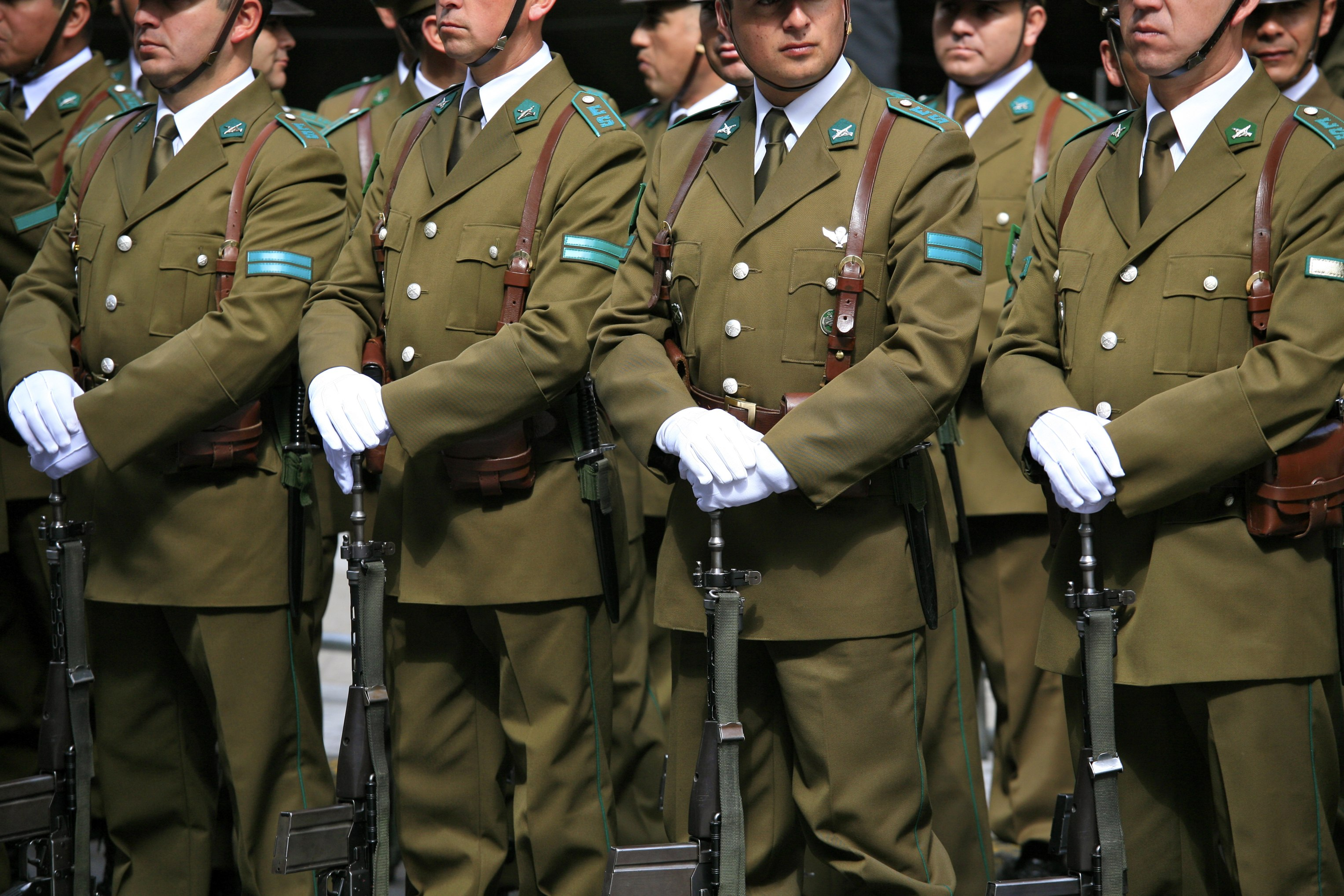
Carabineros alumnos de la Escuela de Suboficiales.

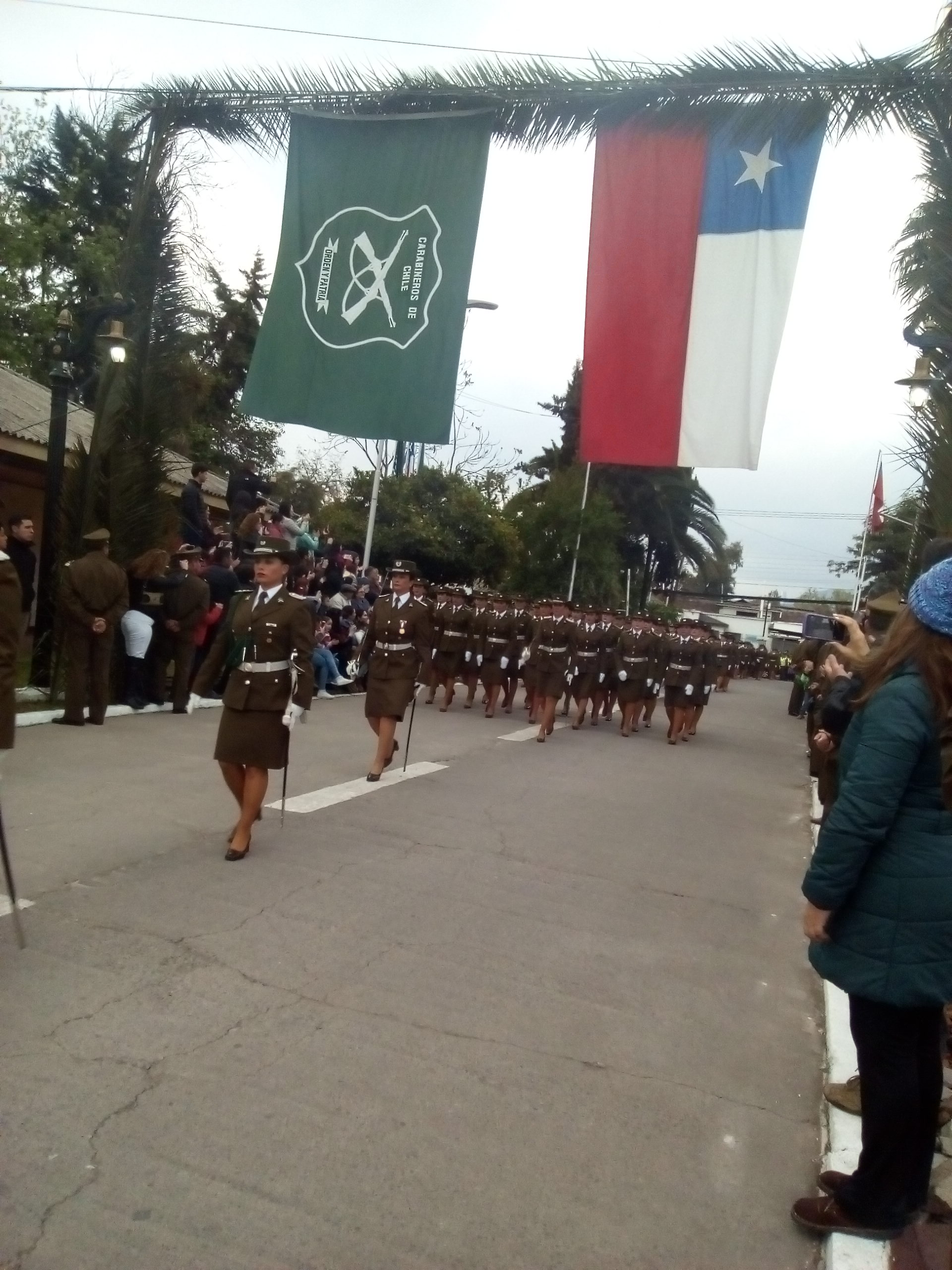
Integrantes femeninas de la Escuela de Suboficiales.

En el año 1927, ”año de la fusión” como también se le conoce en Carabineros, se transformó en el Regimiento N.º 5. Un año después se instala la Prefectura Rural de Santiago. A fines de ese mismo año, funciona en el mismo lugar el Regimiento N.º 5 ”Lanceros”, para que en el año 1929 vuela nuevamente, por un buen tiempo, a funcionar la Prefectura Rural de Santiago. 
Pasaron los años y, en 1934 funciona en algunas dependencias un curso para el personal, denominado: ”Escuadrón de Carabineros Alumnos”. 
Dada la importancia que en esos años había experimentado la Institución Policial, debido a la explosión demográfica, se hizo imposible compartirlo todo y es por ello que el establecimiento pasa a ocuparlo solamente el Escuadrón de Carabineros Alumnos, que con el correr del tiempo fue recibiendo diferentes denominaciones, pero siempre como Unidad dependiente de la Escuela de Carabineros, la que ejercía tuición sobre sus integrantes. 
El año 1951 se le designa el nombre de ”Grupo Escuela de Suboficiales”, siendo su primer Director el entonces Capitán de Carabineros Don Julio de la Maza, quien posteriormente se acogió a retiro con el grado de Coronel. Adquiere este Plantel Docente con esa distinguida dirección, la fisonomía de un real Establecimiento de Educación Policial, para la enseñanza de Carabineros de Chile en sus grados a contrata, actualmente denominado Personal de Nombramiento Institucional, convirtiéndose en crisol y forja de los futuros Suboficiales de la Institución.
El impulso avasallador y pujante de Carabineros de Chile, sumado a la importancia adquirida por este Plantel y las imposiciones que configura, hace que se independice de la Escuela de Carabineros, y es así que en virtud del Decreto Supremo N.º 1698 de 1º de diciembre de 1969, pasa a depender directamente del Departamento de Orden y Seguridad de la Dirección General de Carabineros, con el nombre de ”Centro de Perfeccionamiento se Suboficiales”. 
Considerando también la evolución misma de la sociedad, que impulsa a las Instituciones que la sirven a superarse y, consciente el Alto Mando que esta sociedad necesita y precisa ser servida en forma eficiente, logros que se concretan al contar con buenos mandos y excelentes elementos, quiso dar mayor realce a este Establecimiento y tal es así que, por Orden OS1 N.º 2361 de 25 de enero de 1974 se eleva su categoría y pasa a llamarse ”Escuela de Suboficiales”, dependiente del Departamento de Instrucción.

## Cursos

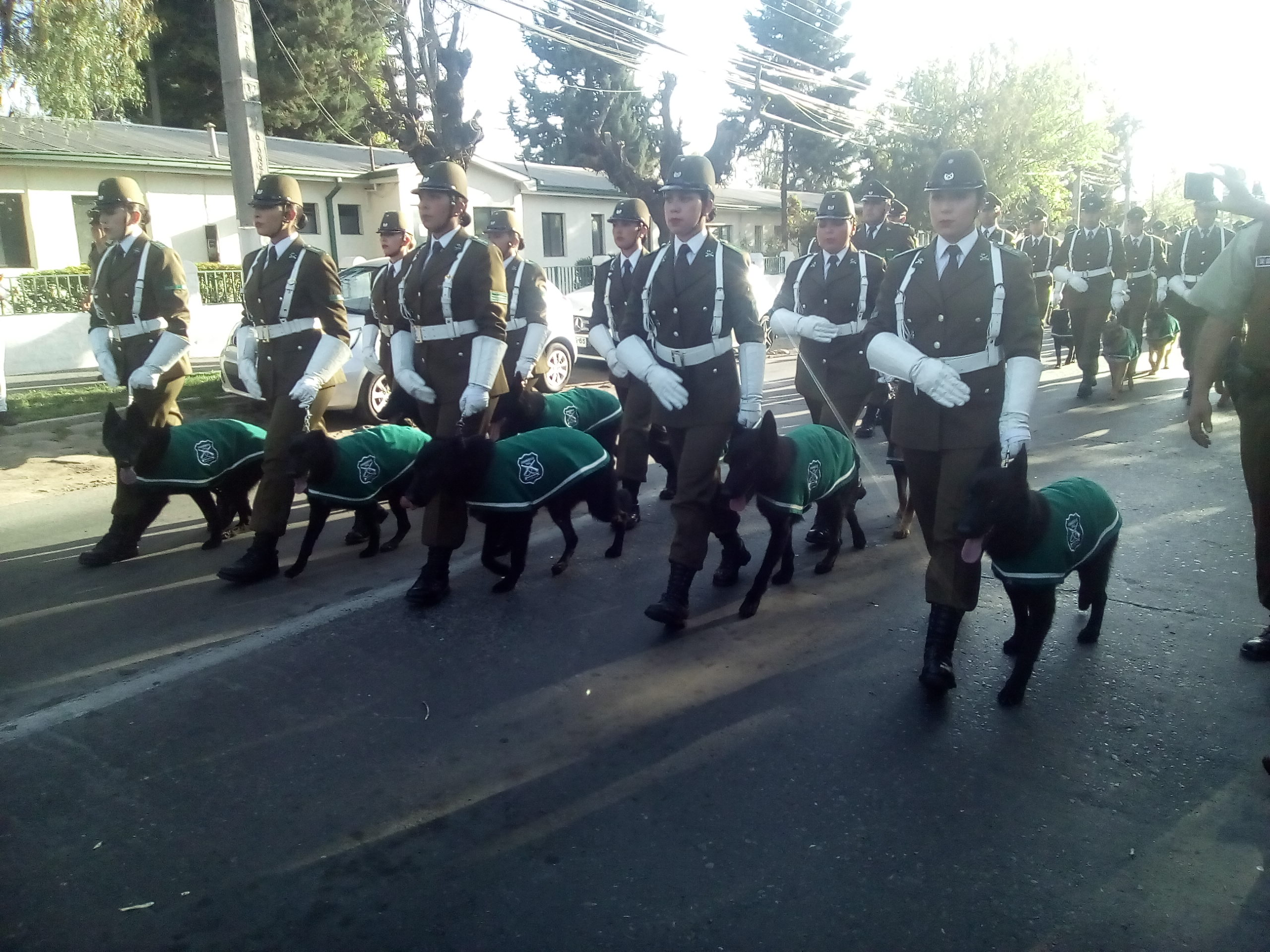
Desfile enfrente de la escuela

La carrera profesional para el Personal de Nombramiento Institucional, fundamenta su accionar en la Ley Orgánica Constitucional de Carabineros de Chile, que determina que la institución mantendrá un sistema de desarrollo idóneo para todo el personal, tendiente a obtener, complementar, actualizar y perfeccionar sus conocimientos, destrezas y aptitudes, consiguiendo además, actuar como organismo técnico de capacitación. 
En el mismo orden de ideas la Ley Orgánica Constitucional de Enseñanza, dice que, las Escuelas de Armas y Especialidades de las Fuerzas Armadas, la Escuela Técnica Aeronáutica de la Dirección General de Aeronáutica Civil y la Escuela de Suboficiales de Carabineros podrán otorgar títulos técnicos de nivel superior según corresponda a la naturaleza de la enseñanza impartida y en el ámbito de su competencia. 
Estos títulos técnicos de nivel superior, serán equivalentes a los de similar carácter conferidos por los demás establecimientos de Educación Superior y reconocidos como tales para todos los efectos legales. 
Asimismo, debido al carácter del perfeccionamiento, definido en el Sistema Educacional de Carabineros de Chile, como un proceso que permite ampliar, profundizar, actualizar, enriquecer y complementar la formación recibida, con énfasis en la aplicación; es que se han seleccionado aquellos contenidos necesarios y adecuados para medir y evaluar materias congruentes a las competencias del Suboficial Graduado Técnico de Nivel Superior en Prevención e Investigación Policial. 
Complementariamente al "Técnico de Nivel Superior en Prevención e Investigación Policial” existe las Menciones en especialidades en Áreas de competencia policial como lo son; Encargado de Oficina de Operaciones, Drogas y Estupefacientes, Indagaciones Administrativas, Inteligencia Policial entre otras, los cuales viene a totalizar la preparación técnica entregada e este Plantel Docente.
Mediante la Orden N° 446, del 12 de septiembre de 1986, se  dispuso que el día del Suboficial Mayor de Carabineros, que desde hace más de una década se conmemora el día 1 de  septiembre. De cada año, coincidente con la fecha que se dictó a la Ley N.º 11.595, que les asignó tal denominación, como reconocimiento a su loable entrega personal y de valores inculcados a las nuevas generaciones.

## Himno de la Escuela de Suboficiales
I

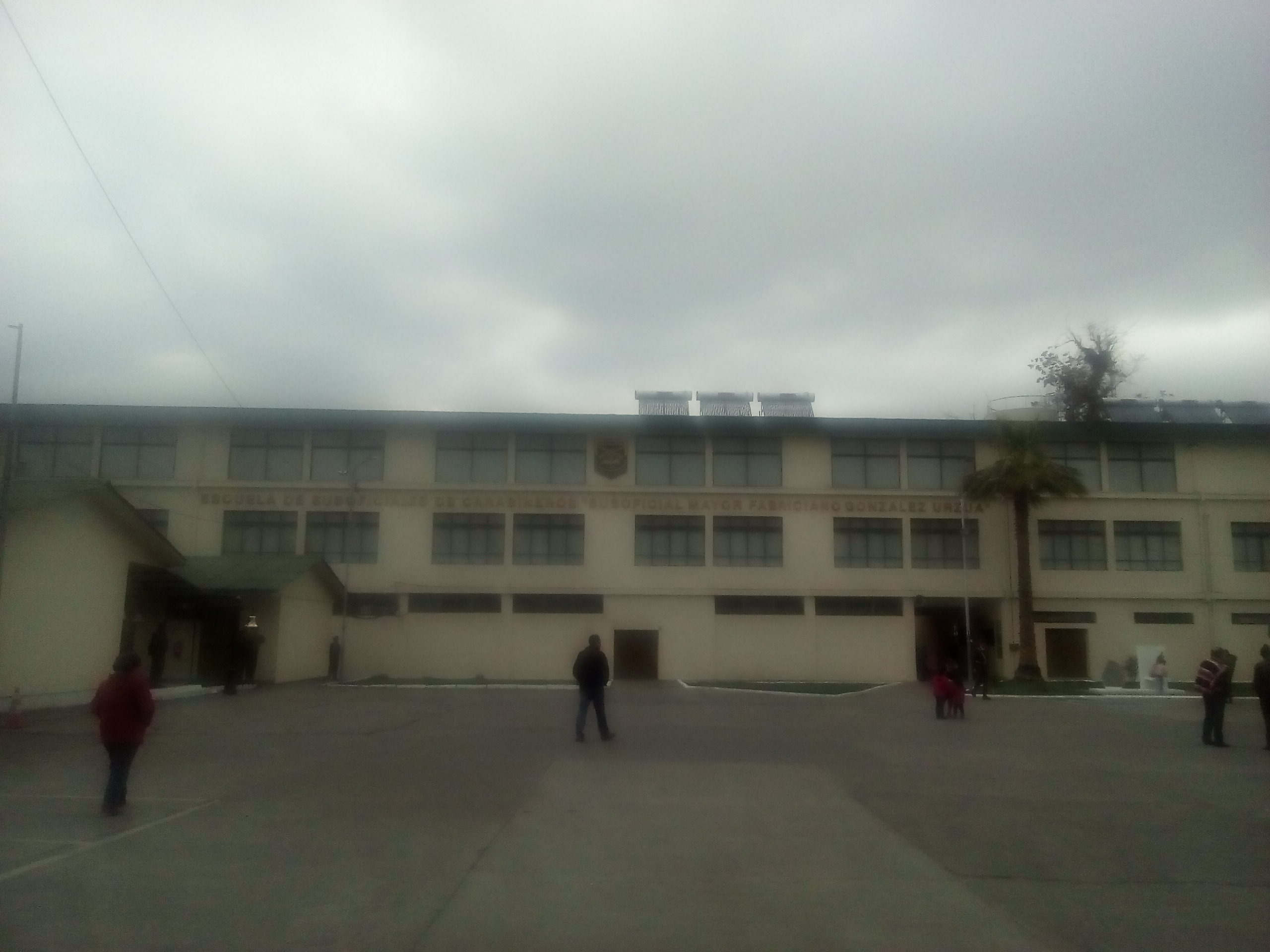
Edificio Institucional

Que se alcen vigorosas nuestras voces, 
Carabineros, Escuela Macul, 
llevamos con orgullos un emblema 
de tradiciones y rectitud. 
II
La Patria ya conoce nuestras obras 
de mar sierra y de norte a sur, 
y sabe que es el molde donde forja 
Suboficiales, Escuela Macul. 
Coro
Escuela Macul, nuestra virtud 
es el cumplir y adelante. 
Escuela Macul, nadie podrá 
nuestra misión un instante frenar.

## Ubicación
Actualmente, la Escuela de Suboficiales se encuentra ubicada en Dirección Avenida Rodrigo de Araya N° 2601, Comuna de Macul, Santiago de Chile